# Tommy Nash
Tommy Nash (* South Bend, St. Joseph County, Indiana) ist ein US-amerikanischer Schauspieler und Synchronsprecher.

## Leben
Nash wurde in South Bend geboren. Er zog im November 2004 von Florida nach Los Angeles. Er war Infanterist der United States Army und begann nach seinem dortigen Austritt mit einem Studium an der University of Central Florida. Sein Studium beendete er mit einem Bachelor of Science-Abschluss. Gegen Ende der 2000er begann er, in ersten Filmproduktionen mitzuwirken. 2011 spielte er in der größeren Rolle des Tom Merchant im Film 200 MPH des Filmstudios The Asylum mit. In den nächsten Jahren folgten Besetzungen in verschiedenen Spielfilm- und Kurzfilmproduktionen. Als Demetrius Santore spielte er 2019 im Film I Love You mit. Er war sowohl 2016 in Bloody Bobby als auch 2021 in Legend of Fall Creek in der Rolle des Ash Simpson zu sehen.
2001 übernahm er eine Sprechrolle im Zeichentrickfilm Ein Weihnachtsmärchen.

## Filmografie (Auswahl)

### Schauspiel
- 2009: Office of the Dead
- 2009: Earthquake LA
- 2010: Alone (Kurzfilm)
- 2010: Sisters (Kurzfilm)
- 2011: 200 MPH (200 M.P.H.)
- 2011: Irish Eyes (Kurzfilm)
- 2011: Zero (Fernsehfilm)
- 2011: Kayden’s Review (Fernsehserie, Episode 1x07)
- 2011: Still Waiting (Kurzfilm)
- 2011: Evolver
- 2012: For Who I Am (Kurzfilm)
- 2012: Redemption (Kurzfilm)
- 2012: Bad Guys Episode #2: 9:47am (Kurzfilm)
- 2013: Coldwater –  Nur das Überleben zählt (Coldwater)
- 2013: 5th Street
- 2013: The Trail
- 2014: Abducted
- 2014: House of Thrones (Kurzfilm)
- 2014: The Color of Your Skin (Kurzfilm)
- 2014: Superhero (Kurzfilm)
- 2014: Red Velvet Cake (Kurzfilm)
- 2015: Birdie’s Song (Kurzfilm)
- 2015: Bad Guys
- 2016: Creedmoria
- 2016: The Gate of Oaks (Kurzfilm)
- 2016: A Pirate’s Tale (Kurzfilm)
- 2016: The Amityville Terror
- 2016: Wanted (Kurzfilm)
- 2016: Bloody Bobby
- 2017: Gina’s Journey: The Search for William Grimes (Dokumentation)
- 2018: Pink Collar Crimes (Fernsehserie, Episode 1x07)
- 2018: Beautifully Flawed (Fernsehfilm)
- 2019: I Love You
- 2020: Angels Fallen
- 2020: Escape: Puzzle of Fear
- 2021: Legend of Fall Creek
- 2021: What Josiah Saw

### Synchronisationen
- 2001: Ein Weihnachtsmärchen (Christmas Carol: The Movie, Zeichentrickfilm)